# Jacques Antoine Bertre
Jacques Antoine Bertre, né le 29 février 1776 à Bazoches-sur-Hoëne (Normandie) et mort le 15 septembre 1834 à Verneuil-sur-Avre, est un capitaine au corps impérial des ingénieurs géographes français.

## Biographie
Il fut élève de l'École polytechnique de 1794 à 1797, puis à l'École d'application des ingénieurs géographes.
Membre de l'expédition d'Égypte, il aida Jomard à faire le plan détaillé du Caire.
Il est retraité en qualité d'ingénieur géographe, avec le grade de capitaine, le 5 avril 1810.

## Sources
- Édouard de Villiers du Terrage, Journal et souvenirs sur l'expédition d'Égypte, mis en ordre et publiés par le baron Marc de Villiers du Terrage, Paris, E. Plon, Nourrit, 1899,  et L'expédition d'Égypte 1798-1801, Journal et souvenirs d'un jeune savant, Paris, Cosmopole, 2001 et 2003, p. 353.
- Yves Laissus, L'Égypte, une aventure savante 1798-1801, Paris, Fayard, 1998.
- Yves Roth, « Jacques-Antoine Bertre (1776-1834), ingénieur-géographe de Bonaparte », société historique et archéologique de l'Orne, Alençon, 2004, vol. 123, n° 4, p. 23-44.
- Archives nationales, F 17 1393 : École aérostatique de Meudon, on trouve dans le dossier 2 quelques renseignements sur Bertre, cités par Yves Laissus.